# 音節文字
音節文字（おんせつもじ、英: syllabary）とは、表音文字のうち、ひとつひとつの文字が音節を表す文字体系のこと。表音節文字とも。
日本語等で使われる仮名も音節文字の１つである。　

## 用語の歴史
文字体系の伝統的な分類として、「意味を表す文字体系」と「音を表す文字体系」に二分するものがある。この区分では、異なる意味を異なる文字で表す文字体系が前者、異なる音を異なる文字で表す文字体系が後者となる。19世紀末、ヨーロッパで文字学が起こり、従来のアルファベットなどの表音文字以外に、種々の文字体系（漢字など）を研究の対象として扱うようになったため、この区分がされるようになった。
しかし、このふたつの類型にあてはめにくいものもあった。文字体系を「表語的体系」、「音節的体系」、「アルファベット的体系」の三類型にはじめて区分したのは、インド系文字の研究者である。この区分では、今日のアブギダ（子音の字母に特定の母音が結び付いている表音文字体系。母音だけが異なる音節は子音の字母に補助的な符号を付加するなどして表す）が、「音節的な文字体系」となる。
20世紀に入り、考古学者（アッシリア学）イグナス・ジェイ・ゲルブ は、文字体系は意味を表す表語文字から発音を音節で表す音節文字へ、さらに音節文字から発音を音素で表す単音文字（アルファベットなど）へと発達していくものだと主張し、広く支持された。この場合、音節文字に区分されるのは表音文字化した楔形文字や仮名などである。アブギダは音節文字と単音文字の中間段階にあるものとされた。
その後、考古学の発展によって、アブギダとアルファベットはともにアブジャド (子音のみを文字として綴る表音文字体系) から発展してきたことがあきらかになってきた。これら3つは、文字が音素を表すことから音素文字と総称され、文字が音節をあらわす音節文字とは区別される。
いっぽう表音文字には、表す発音ごとに別の文字があるもの（音素文字のほとんどと、音節文字の多くがこれである）と、文字の字形と表す発音の間に関連性があるもの（ハングルなど）があることが指摘された。前者の文字の数は、学習可能な限度によってきまるので、多くても数百程度までだが、後者は、文字の字形が規則性を持つため、非常に多くの文字を持つ場合もある。
言語学者のジェフリー・サンプソン は、音声言語を表記する文字体系を「表語的体系」と「表音的体系」に区分したうえで、「表音的体系」を発音の分節の度合いから「音節を表す体系」（音節文字）、「音素を表す体系」（音素文字）、「弁別的素性を表す体系」（素性文字）に区分した。素性文字では、書記素の形状が発音の特徴に関連した規則性を持っており、音素よりもさらに微細な発音の特徴が字形に反映されている。ハングルやテングワールなどがこれにあたる。
以上のように、「音節文字」という用語には、その表す意味に変遷がある。またいまだに、「音節を表しうる文字がある文字体系」というだけの意味で「音節文字」という用語を用いる文献も多い。

本項では、サンプソンの区分した意味での音節文字に加え、素性文字のうち文字が音節を表す文字体系や、セミシラバリーに分類される文字体系についても解説する。

## 他の文字体系とのちがい
ほかの表音文字体系と同様、音節文字ではひとつひとつの文字が言語の音韻を表し、言語の意味を表してはいない。対して、表語文字ではひとつひとつの文字が言語の語や形態素の発音を表すため、音韻と意味の両方を表す。
音節文字では、文字が音節を表す。多くの音節文字体系では、同じ音素を持つ音節であっても文字の字形に共通点はない。たとえば、平仮名の「か」は、子音 /k/ を同じくする「き」「く」「け」「こ」、あるいは母音 /ɑ/ を同じくする「あ」「さ」「た」「な」「は」「ま」「や」「ら」「わ」などとは共通点がない。
(ただし、仮名は完全な音節文字とは言えず、子音を同じくする「ツィ」「ツェ」「ツォ」や母音を同じくする「ツァ」「ファ」「ヴァ」・「キャ」「ピャ」「ミャ」のように、共通点を持つ表記も存在する)
いっぽう音素文字では、ひとつひとつの字母が特定の音素に対応づけられており、一般にひとつの音節を複数の記号で表記する。音節文字では、原則としてひとつの音節をひとつの記号で表記する。音素文字のうちアブギダは、上述のように、かつては音節文字と呼ばれることがあった。しかしアブギダでは、子音の記号が決まった母音を伴う音節を表し、他の母音を伴う音節を表す場合には、子音記号にその母音を示す符号を付加したり、子音記号を変形したりする（仮名の「ツ」→「ツァ」等の表記方法に似ている）。
なお、素性文字で文字が音節を表すハングルでは、音素を表すチャモ（자모 字母）を組み合わせて音節を表す文字を作るため、同じ音素を含む音節の文字は同じチャモを含んでいる。

## 例
以下に、音節文字の例をいくつか挙げて解説する。

### 彝文字
規範彝文は、中国のイ族の彝語の表記に用いられる。これらの文字体系は彝文字の一種で、かつては表語文字としても用いられたが、1970年代頃から各地の彝語方言を表記する音節文字として規範化がすすめられた。四川の規範彝文である涼山規範彝文は、声調も含めた異なる音節を各々別の文字で表す、真正の音節文字である。文字の数は800あまりで、表しうる音節の数もこれに等しい。

### 仮名

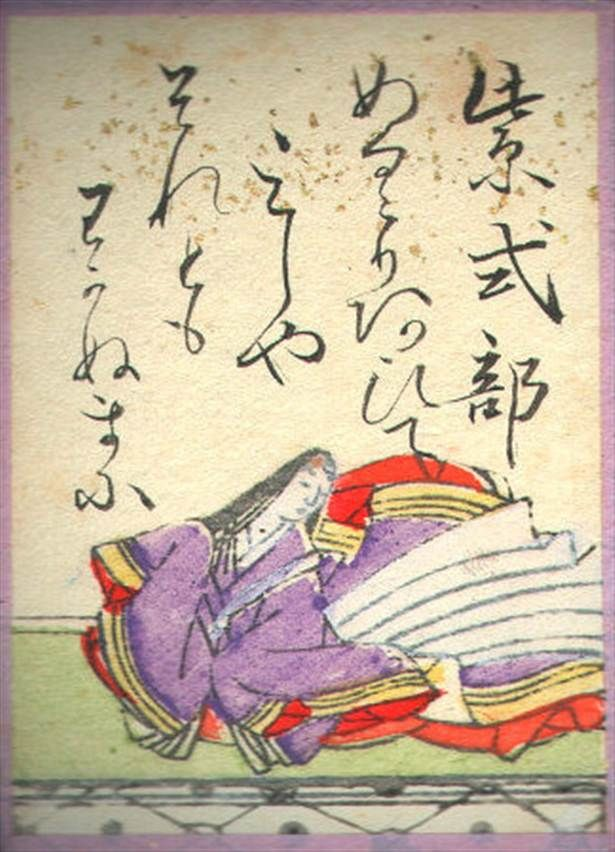
伝統的な仮名 (変体仮名) で書かれたかるたの札。江戸時代。

仮名は、日本語の表記に用いられる。平仮名と片仮名がある。この2つはともに漢字から発展してきた表音文字で、表せる音価もおなじだが、文脈によって使い分けられる。基本的な字母はそれぞれ48字（現代語で使われるのはそのうち46字）である。字に補助的な符号を付加したりすることで、表記できる音節の異なりは少なくとも120程度となる。
濁音と半濁音は基本となる字に補助的な符号を付加して表す。半母音 [j] を含む音節（拗音と呼ばれる）は、[j]-母音の音節の文字を小書きに変形した文字を添えて表す（外来語の表記などでは、その他の半母音や日本語にない母音を含む音節を表すために、ほかの小書き文字を使うこともある）。特殊な文字として、声門閉鎖音 [ʔ] (ときに直後の子音の長子音化) を表すっ / ッ （促音)、鼻音子音（文脈や方言によっては鼻母音化）を表すん / ン （撥音）、長母音を表すー（通常は片仮名のみで使用）がある。この三つの字は単独で音節を表すことはなく、ほかの音節の後にだけ現れるが、音韻の上ではふつうの音節の文字と同じ長さのモーラを持つとみなされる、独立した字である。
片仮名はまた、アイヌ語の表記にも用いられる。平仮名や片仮名にはもともと開音節（子音-母音の組み合わせまたは母音のみの音節）を表す文字しかない。アイヌ語には閉音節（子音-母音-子音または母音-子音の組み合わせの音節）もあるため、音節末子音を表す字として、小書きに変形した字をさらにいくつか用いる。表記できる音節の異なりは、論理的には600程度となる。

### 線文字B

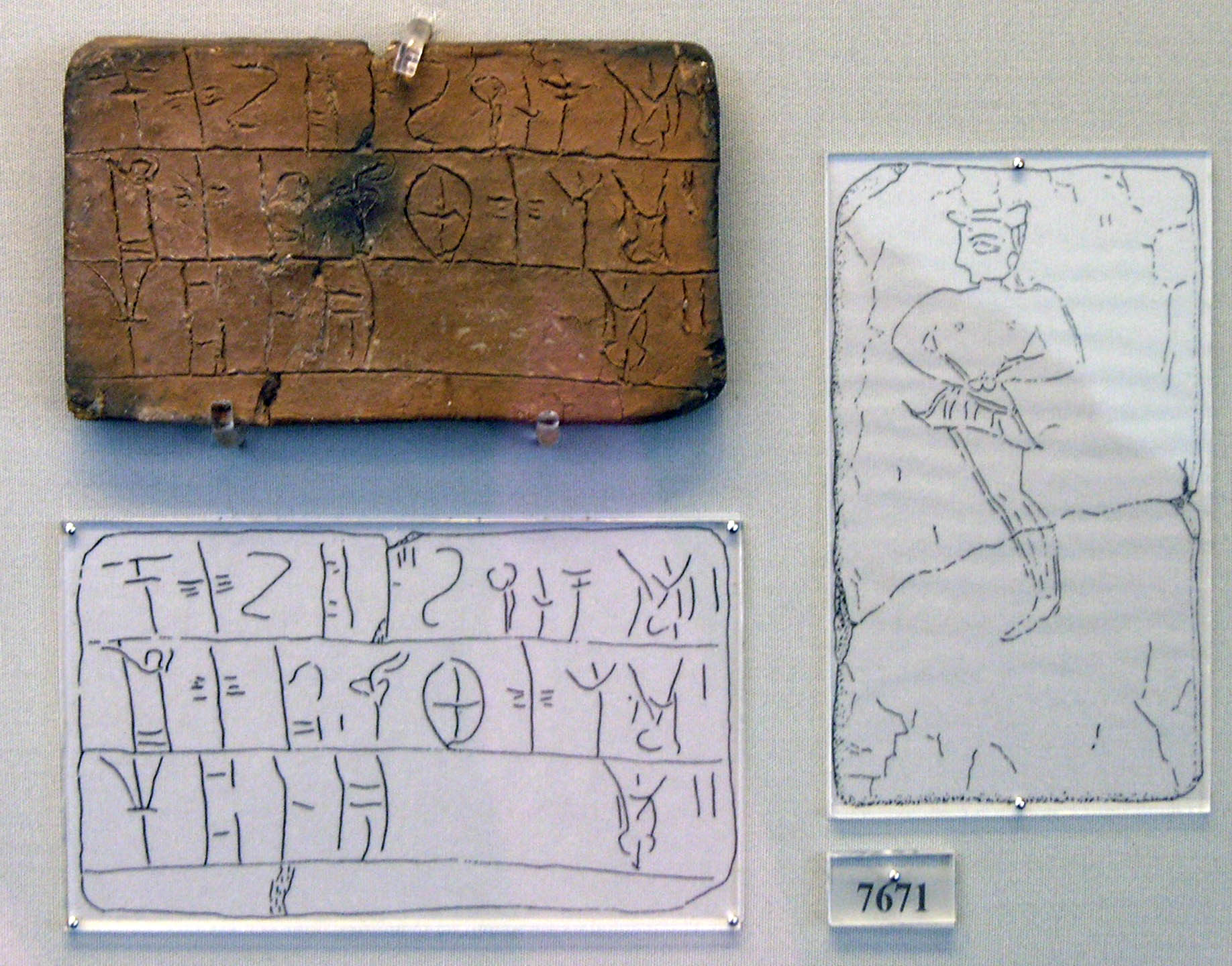
ミノア文明後期の線文字B粘土板。ミケーネ、紀元前13世紀ころ (LMIIIB1)。

線文字Bは、クレタ島で出土した古代ミケーネ文書の文字で、ギリシア語を表記するのに用いられた。ギリシア語は閉音節を含むが、線文字Bは閉音節や単独の子音を表す字をほとんど持たないため、音節末子音をも音節文字で表した。読み手は文脈から音節を弁別した。結局、線文字Bはギリシア語を表記するのにはあまり適さなかったため、まもなく廃れた。以後、ギリシア語はフェニキア文字から発展したアルファベットであるギリシア文字によってのみ表記されるようになる。

### その他の音節文字
- ヴァイ文字。リベリアのヴァイ語の表記に用いられる。
- 女書。湖南省で用いられる。
- チェロキー文字。チェロキー語の表記に用いられる。
- マヤ文字の一部